# Janvier 2013
Janvier 2013 est le 1re mois de l'année 2013.

## Évènements
- 1er janvier :
  - L'Irlande prend la présidence tournante de l'Union européenne et succède à Chypre.
  - Le Royaume-Uni prend la présidence tournante du G8.
  - Marseille[1] et Košice deviennent capitales européennes de la culture.
  - La Hongrie applique sa réforme territoriale. Les districts remplacent les micro-régions statistiques.
  - Entrée en vigueur du pacte budgétaire européen signé par 25 et ratifié par 16 des États de l’Union européenne[2].
  - L’Argentine, l’Australie, la Corée du Sud, le Luxembourg (pays) et le Rwanda entrent pour deux ans au Conseil de sécurité des Nations unies[3].
  - Le Norvégien Magnus Carlsen obtient, à 22 ans, le plus haut score Elo de l'histoire des échecs, battant ainsi le précédent record de Garry Kasparov[4].

- 3 janvier : le parti nationaliste basque Batasuna, principalement actif en Espagne où il était interdit depuis 2003, annonce sa dissolution[5],[6].

- 5 janvier : Wegelin & Co., la plus ancienne banque suisse cesse ses activités après avoir été inculpée aux États-Unis pour fraude fiscale. Plaidant coupable, elle a accepté le versement d'une amende de 57,8 millions de dollars américains[7],[8].

- 7 janvier : opération de sauvetage d'une unité de forage mobile de la compagnie Shell au sud des îles Kodiak en Alaska. L'unité de forage était en route Seattle, remorquée par deux remorqueurs, lorsqu'elle s'est échouée sur l'île de Sitkalidak au cours d'une tempête le 1er janvier dernier[9],[10].

- 9 janvier et 10 janvier (durant la nuit) : l'astéroïde Apophis, s'est approchée à  14,5 millions de km de la Terre (40 fois Terre/Lune), permettant aux astronomes de préciser les mesures physiques et orbitales. L'astéroïde est actuellement classé à une valeur de 0 sur l'échelle de Turin, mais fut classé lors de sa découverte  en 2004 à une valeur de 4 sur la même échelle[11],[12].

- 10 janvier : assassinat à Paris de trois militantes kurdes parmi lesquelles Sakine Cansiz, cofondatrice du PKK[13].

- 11 janvier :
  - L’armée française intervient dans le conflit du Nord du Mali[14]. Début de l'opération Serval et de l'intervention militaire au Mali[15]
  - Échec de l'opération de sauvetage de Buulo Mareer menée par l'armée française en Somalie, qui visait à libérer l'otage Denis Allex de la DGSE aux mains des Al-Shabbaab.
  - Une issue est trouvée au conflit centrafricain débuté en République centrafricaine en décembre 2012 par la conclusion d'un accord de cessez-le-feu entre les parties. Le président François Bozizé reste jusqu'en 2016[16].

- 11 au 27 janvier : 23e édition du championnat du monde de handball masculin en Espagne.

- 12 janvier : Miloš Zeman et Karel Schwarzenberg arrivent en tête du premier tour de l’élection présidentielle en République tchèque[17].

- 13 janvier : manifestation à Paris contre le projet de mariage étendu aux couples de même sexe.

- 14 au 27 janvier : 101e édition de l'Open d'Australie, à Melbourne, en Australie.

- 15 janvier : 
  - Fusillade sur le parking d'un collège du Kentucky : 2 morts et 1 blessé
  - La Cour suprême du Pakistan ordonne l'arrestation du Premier ministre Raja Pervez Ashraf dans un contexte de manifestations dénonçant la corruption de la classe politique[18].
  - Le gouvernement Di Rupo donne son accord à un soutien logistique de la Belgique à l'intervention de l'armée française au Mali. La Belgique met à disposition des hommes, deux hélicoptères Agusta A.109 pour l'assistance médicale et deux avions de transport C-130-Hercules[19].

- 16 janvier : au centre de Londres, un hélicoptère percute la grue d'un chantier située sur le toit d'un immeuble en construction de cinquante étages (The Tower) et tombe en flammes près de Vauxhall Station, faisant deux morts[20].

- 16 janvier et 17 janvier :	
  - un commando islamiste lié au réseau Al-Qaïda a pris d'assaut le site gazier de Tiguentourine, près de la ville d'In Amenas en Algérie. Tout le personnel présent, soit près de 700 personnes sont retenues en otage parmi lesquelles 41 occidentaux (Britanniques, Français, Norvégiens, Américains, Japonais, Irlandais)[21].
  - 30 otages ont réussi à s'évader[22].
  - L'armée algérienne a lancé un raid et a réussi à libérer 600 employés algériens. 50 otages succombent lors de l'assaut[23].

- 17 janvier : 
  - Nicolas Tiangaye est nommé Premier ministre de la République centrafricaine[24].
  - les autorités américaines annoncent que l'ensemble de la flotte des Boeing 787 Dreamliner est interdite de vol après des dysfonctionnements des batteries lithium-ion fabriquées par l'entreprise japonaise GS Yuasa[25].

- 19 janvier au 10 février : 29e édition de la coupe d'Afrique des nations de football en Afrique du Sud.

- 20 janvier (États-Unis) : réinvestiture de Barack Obama pour son deuxième mandat.

- 21 janvier : 
  - le Ministre néerlandais des finances Jeroen Dijsselbloem est désigné au poste de président de l'Eurogroupe. Il succède au Luxembourgeois Jean-Claude Juncker[26].
  - tentative de coup d'État en Érythrée. Les militaires ont occupé le Ministère de l'Information à Asmara le lundi 21 janvier et se sont retirés le mardi 22 janvier[27].

- 21 au 27 janvier : 105e édition des championnats d'Europe de patinage artistique au Dom Sportova de Zagreb en Croatie.

- 21 janvier au 3 février : 55e édition des Championnats du monde de bobsleigh en bob à 4, la 57e édition en bob à 2 hommes, la 10e édtition en bob à 2 femmes, la 22e édition des Championnats du monde de skeleton pour les hommes et la 10e pour les femmes a eu lieu à Saint-Moritz en Suisse.

- 22 janvier : 
  - le Premier ministre britannique David Cameron annonce un référendum sur le maintien de son pays dans l’Union européenne en cas de victoire de son parti aux prochaines élections[28].
  - élections législatives en Israël : la coalition Likoud-Israel Beytenou du Premier ministre Benyamin Netanyahou arrive en tête des élections législatives en Israël malgré une percée du centre et de l’extrême-droite[29].

- 23 janvier :
  - Florence Cassez est libérée, après sept ans d'emprisonnement, à la suite de l’annulation de sa condamnation par la Cour suprême du Mexique[30].
  - cinquantième anniversaire du traité de l'Élysée.

- 24 janvier :  Theresa Spence, responsable du  mouvement Idle No More et cheffe crie de la nation d'Attawapiskat (Ontario) a mis fin à sa grève de la faim qui durait depuis 44 jours, après l'obtention d'un engagement signé entre le Nouveau Parti démocratique, le Parti libéral du Canada et l'Assemblée des Premières Nations[31].

- 26 janvier : Miloš Zeman est élu président de la République tchèque, succédant à Václav Klaus.

- 27 janvier :
  - un incendie dans une discothèque dans la ville de Santa Maria au Brésil provoque la mort d'au moins 235 personnes et au moins autant de blessés. Il s'agit du plus important incendie au Brésil depuis 1961. La présidente Dilma Rousseff décrète un deuil national de trois jours[32].
  - Référendum en Bulgarie sur la construction d'une nouvelle centrale nucléaire. 60 % pour, 40 % contre (taux de participation : 20 %)[33].

- 28 janvier au 2 février, la 42e édition des Championnats du monde de luge a eu lieu à Whistler au Canada.

- 30 janvier :  un tremblement de terre d'une magnitude de 6,7  sur l'échelle de Richter a secoué le centre nord du Chili, près de la ville de Vallenar (province de Huasco au nord de Santiago)[34].

- 31 janvier :  une loi prévoyant l'adhésion de la Lettonie à l'euro le 1er janvier 2014  est  votée par le parlement (la Saeima)

## Sources
1. ↑  Annonce du ministère de la Culture - 15 septembre 2008
2. ↑  Toute l'Europe - Traité sur la stabilité, la coordination et la gouvernance (TSCG) : mode d'emploi
3. ↑  - UN - Conseil de sécurité des Nations Unies - Membres permanents et membres non permanents
4. ↑  Top 100 World Chess Federation classement mondial (FIDE).
5. ↑  - Le Monde - 3 janvier 2013 - Le parti nationaliste basque Batasuna annonce sa dissolution
6. ↑  La semaine du Pays basque - 9 janvier 2013 - Auto-dissolution de Batasuna : nous réfléchissons à un nouvel outil
7. ↑  Le Vif - 3 janvier 2013 -La banque suisse Wegelin plaide coupable d'aide à l'évasion fiscale aux États-Unis
8. ↑  L'Orient-Le Jour - 5 janvier 2013 - La banque suisse Wegelin ferme définitivement ses portes
9. ↑  Radio Canada/La presse canadienne - 7 janvier 2013 - Alaska : la plateforme de forage remorquée vers l'île de Kodiak
10. ↑  Mer et Marine - 8 janvier 2013 - Alaska : Une unité de forage remorquée sous haute surveillance
11. ↑  20 minutes - 10 janvier 2013 - L'astéroïde Apophis a frôlé la Terre et pourrait revenir en 2029
12. ↑  (en) Space Science - Herschel intercepts asteroid Apophis
13. ↑  RTL - 12 janvier 2013 - Militantes kurdes assassinées: des milliers de manifestants attendus à Paris
14. ↑  Le Point - 11 janvier 2013 - Hollande confirme une intervention militaire française au Mali
15. ↑  « Mali : lancement de l'opération Serval », sur defense.gouv.fr, ministère de la Défense, 12 janvier 2013 (consulté le 13 janvier 2013).
16. ↑  Africanouvelles - 12 janvier 2013 - Centrafrique : Accord de cessez-le-feu - François Bozizé reste jusqu'en 2016
17. ↑  La Voix de la Russie - 13 janvier 2013 - La République tchèque a résumé le premier tour des élections présidentielles
18. ↑  Le Vif - 15 janvier 2013 - Pakistan : la Cour suprême ordonne l'arrestation du Premier ministre
19. ↑  La Libre Belgique - 16 janvier 2013 - Départ des premiers militaires belges à destination d'Abidjan
20. ↑  Le Soir - 16 janvier 2013 - Crash d'un hélicoptère à Londres : aucun lien avec un acte terroriste
21. ↑  Le Soir - 17 janvier 2013 - Le site gazier de Tiguentourine, lieu de la prise d'otages en Algérie
22. ↑  Le Soir - 17 janvier 2013 - Algérie : 30 otages dont un couple de française s'évadent
23. ↑  Le Soir - 17 janvier 2013 - L'armée algérienne libère 600 otages mais fait de nombreuses victimes
24. ↑  Libération - 17 janvier 2013 - Nicolas Tiangaye nommé Premier ministre de Centrafrique
25. ↑  Le Monde -  17 janvier 2013 - Les Boeing 787 cloués au sol
26. ↑  Le Soir - 21 janvier 2013 - Eurogroupe : Dijsselbloem succède à un Juncker soulagé
27. ↑  Le Monde - 22 janvier 2013 - Fin de la mutinerie en Érythrée
28. ↑  Le Monde - 23 janvier 2013 - Cameron veut un référendum sur le maintien de son pays dans l'UE
29. ↑  Le Figaro - 22 janvier 2013 - Israël : Nétanyahou en tête, mais affaibli
30. ↑  Le Soir 23 janvier 2013 - Fin du calvaire pour Florence Cassez
31. ↑  Radio-Canada - 25 janvier 2013 - Fin du jeûne de Theresa Spence
32. ↑  Le Soir - 27 janvier 2013 - 232 morts dans l’incendie d’une discothèque au Brésil
33. ↑  L'Express - 28 janvier 2013 - Bulgarie : derrière le référendum sur une centrale nucléaire, l'ombre de la Russie
34. ↑  RTBF - 31 janvier 2013 - Chili : fort séisme de magnitude 6,7 dans le centre nord du pays